# 高甲戏
高甲戲，又叫“戈甲戲”、“九角戲”、“九甲戲”、“交加戲”，以閩南語為媒介語進行表演，是福建主要劇種之一，最初起源於合興戲发源于福建泉州，流行于闽南地区，臺灣和东南亚華裔闽南人聚居之地。

## 歷史沿革
高甲戲前身是「宋江戲」。據老藝人陳坪稱，聽其師傅代代相傳説：「明末清初，閩南沿海農、漁村莊，每逢迎神賽會喜慶節日，村民們有裝扮梁山好漢遊行於村裏的，間或就地作簡短表演。由此出現兒童演出宋江故事，時稱為『宋江仔』」。清道光年間以後，由成年人扮演的戲班，羣眾稱為「宋江戲」。
南安嶺兜村的「宋江戲」藝人與漳州來的竹馬戲藝人及一名歸國華僑合辦一戲班，班名「三合興」。它突破專演宋江故事的侷限，演出半文半武戲曲，劇目有《郭子儀拜壽》、《困河東》、《斬黃袍》、《逼宮》等。合興戲出現後，受到群眾熱烈歡迎，戲班也增多了。
「合興戲」在發展過程中，「宋江戲」仍然存在，兩者除了劇目可以互演外，基本表演身段也互相吸收。當時有規定，進合興戲的藝人，必須能演「桶內戲」（即宋江戲的定型劇目）才能入合興班演「桶外戲」（即合興戲的幕表戲），二戲逐漸融合，至清末，宋江戲與合興戲統稱高甲戲。
至於高甲戲的稱謂，據傳是因為演出時搭高台，穿戰甲，拿戈槍，故觀眾叫做「戈甲戲」（「戈」與「高」閩南語音同）；另有一説法是因為戲班到海外演出，僑胞稱家鄉來的戲是高等甲等戲，戲班回來就自稱為「高甲戲」；還有一説，是高甲戲有九個角色故稱「九角戲」。閩南本地民眾則稱之為「大班」、「土班」。
1930年代，高甲戲班大量至東南亞華裔聚居區演出；抗日戰爭爆發後，到海外演出的高甲戲班先後回國。
1940年代，高甲戲發展很快，在晉江、南安、惠安、同安、安溪、永春、德化地區就有四百個戲班，年年都有戲班到菲律賓、新加坡、印尼等國演出。各班競技激烈，先後湧現出「十大虎班」：「前五虎」為「福慶成」、「舊大福」、「福勝興」、「福金升」、「金秀春」；「後五虎」為「新秀春」、「大祥春」、「金成興」、「新大福」、「福聯興」。最好的稱「龍班」，即「金蓮升」，故有「一龍破五虎」之説。
中華人民共和國成立後，高甲戲得到振興與發展。1950年，泉州市曾分期分批集中高甲戲藝人學習。「泉州市高甲戲劇團」便是在「戲改」中，通過從五個民間職業劇團――「新秀春班」、「三合和班」、「福慶成班」、「新連升班」、「通華興班」，抽調最優秀數十人演員而組成的，由於與藝人長期合作，高甲戲從此開始由草台藝術轉入劇場藝術，同年，泉州市成立戲劇改革委員會。
1951年，抽調各戲班名演員組成「泉州大眾劇社」（1957年改為泉州市高甲戲劇團）。演員有董義芳、吳遠宋、許仰川、蕭迪蘋、林秀來、蔡秀英等40多人。此後，相繼組成晉江民間高甲劇團、廈門金蓮升高甲劇團、惠安高甲劇團、南安高甲劇團、永春高甲劇團、德化高甲劇團、安溪高甲劇團、同安高甲劇團、大田高甲劇團等。從此，高甲戲一改演幕表戲的習慣，開始進入新劇目與編演現代戲的新時期。
文革時期，高甲戲《連升三級》首先遭到衝擊，被當作「大毒草」在報刊上公開點名批判。作者王冬青被揪鬥，關進「牛棚」。劇團被迫解散，大批名老藝人和文藝工作者下放農村。改革開放後，閩南各地的高甲戲劇團相繼恢復並進入振興時期。

## 臺灣高甲戲

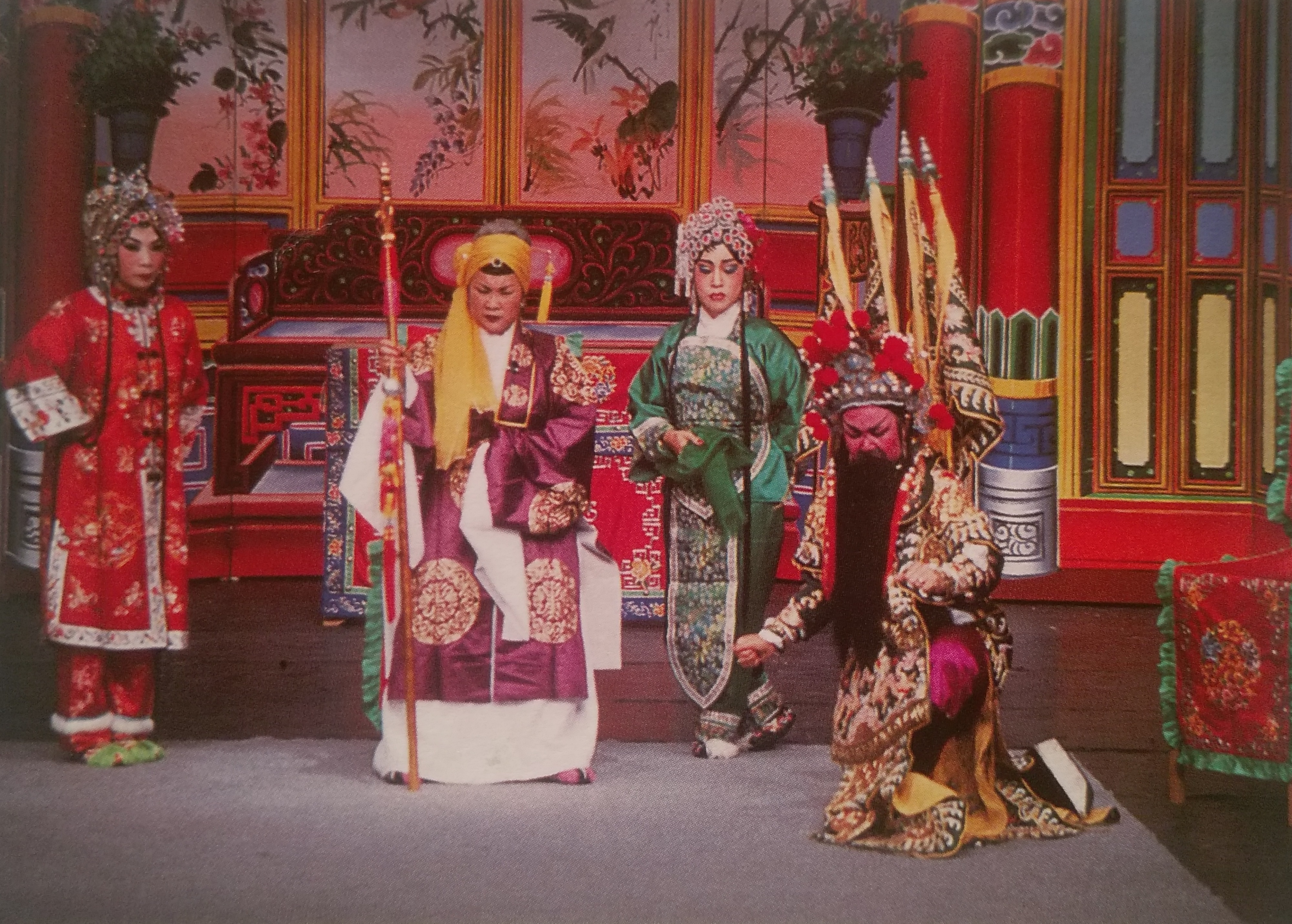
高甲戲《興漢圖》，由彰化員林生新樂高甲劇團演出

臺灣的高甲戲約是在清中葉時由中國大陸傳入，早期與七子戲合稱為「南管戲」。時至今日，高甲戲班多轉為歌仔戲劇團；到1990年代時，全臺只剩彰化員林「生新樂」一團能演出高甲戲。2008年，位在彰化縣伸港鄉的泉州社區開始向外界爭取資源在當地校園推廣延續高甲戲文化。彰化縣埔鹽鄉西湖村的「錦成閣高甲團」，除了列入彰化縣「無形資產」當中的「傳統藝術」，也是目前台灣登錄為文化資產的244件傳統藝術類中唯一的高甲音樂團
；另職業劇團目前僅存「南管新錦珠劇團」，並獲登錄為新北市傳统藝術戲曲「九甲戲」（交加戲）保存團體。
臺灣高甲戲的特徵是以南管音樂為底，並吸收部分的北管音樂，念白則由泉州話改成臺灣話通行腔。此外由於受到臺灣小戲與上海及福州京班影響，使得內容多變龐雜，故而在民間有「南腔北調」、「南北交加」的稱呼

## 劇目
高甲戲有六百多種傳統劇目，包括《大鬧花府》、《困河東》、《斬黃袍》、《林文生告御狀》、《管甫送》、《杏元思釵》、《孟姜女》、《番婆弄》、《唐二別》及連台本戲《三國》、《嶽傳》等，來源多樣化，大部份是從提線木偶戲、梨園戲、徽戲、弋陽腔、京劇吸收過來的。新編的優秀劇目有《連升三级》、《真假王岫》、《大鬧花府》、《笋江波》和《許仙謝醫》等。

## 表演特徵

### 音樂
高甲戲的音樂曲牌以泉州南音為主，兼收傀儡調和民間小調，具有濃郁的閩南地方韻味。

### 樂器
器樂分為文樂和武樂。文樂以嗩吶（大吹）為主，配以品簫、洞簫、三弦、二弦，後來又加入琵琶、揚琴、二胡、中胡、小提琴和大提琴。武樂有北鼓、小鼓、通鼓、鐸板、大小鑼、大小鈸，特別是響盞和小叫，是丑旦戲或輕鬆場面不可缺少的打擊樂。

### 角色行當
高甲戲行當的劃分與其他中國傳統戲劇大體相同，有生、旦、丑、淨、貼、外、末、北（淨）、雜等，尤其擅长丑角表演。僅丑行分類就有幾十種之多。其表演特點活潑、輕快，舞蹈性强，節奏明朗，誇張性大，具有濃厚的生活氣息和浪漫主義色彩。

## 傳承保護

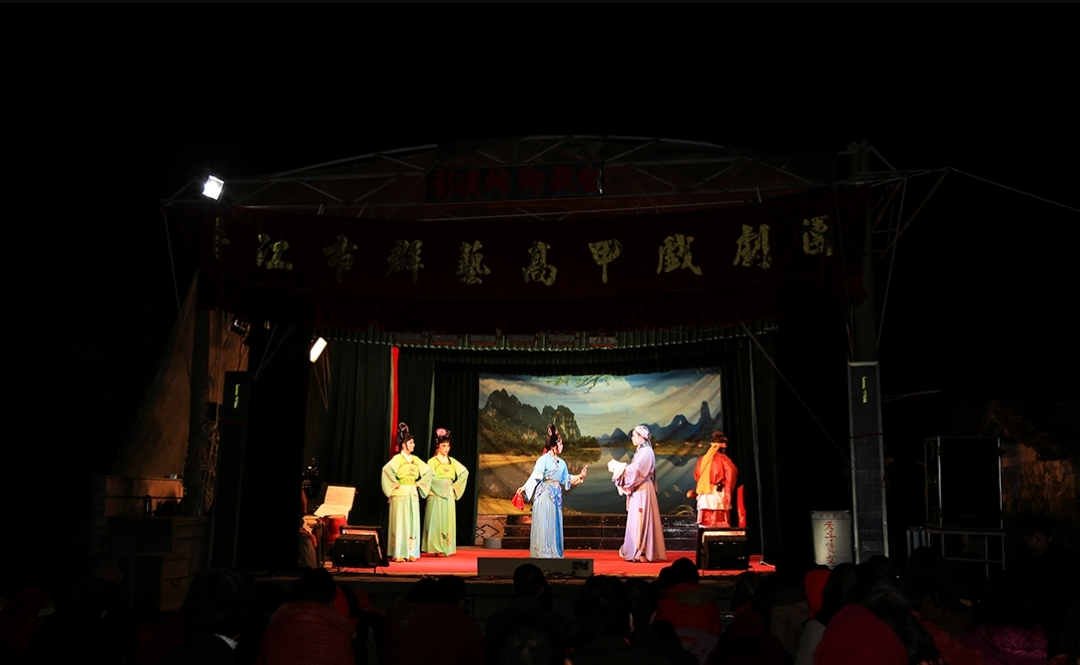
高甲戲劇團於外台演出

在中國傳統戲曲中獨樹一幟的高甲戲是閩南地方文化的典型代表， 隨着時代的變遷，科技迅速發展，如今高甲戲的觀眾的人越來越少。石獅市高甲實驗劇團團長林世忠表示每年都有招收新演員，但沒什麼人報名。生活水平提升後，都不讓小孩學做戲

### 傳承人物
- 福建省泉州市國家級非物質文化遺產代表性項目代表性傳承人： 歐陽燕清、姚道成、陳娟娟、蘇燕玉、呂忠文、顏佩瓊、曾文傑、賴宗卯 [11]

- 福建省廈門市國家級非物質文化遺產代表性項目代表性傳承人：吳晶晶、林英梨、陳炳聰、紀亞福 [12]

### 保護措施
活躍於閩南地區大小鄉鎮的泉州市高甲戲劇團、廈門市金蓮陞高甲劇團、晉江市高甲戲劇團和安溪縣高甲戲劇團、惠安高甲戲剧团、永春高甲戲剧团等，都是肩負高甲戲傳承和發展重任的重要基地，近年來也陸續成立傳習中心。泉州藝術學校和廈門藝術學校，以及近年崛起的民辦的翔安呂塘戲校，是培養高甲戲後備人才的重要園地，多年來為公立高甲戲劇團和民間職業劇團輸送了大量年輕後輩。此外，還有眾多的高甲戲民間職業劇團，它們活躍於城鄉，繼續將高甲戲這門閩南本地戲曲傳承下去，並且融入到民眾的生活之中。
2019年11月，《國家級非物質文化遺產代表性項目保護單位名單》公佈，泉州市高甲戲傳承中心（泉州市高甲戲劇團、泉州市打城戲傳承中心、泉州市打城戲傳習所）、廈門市金蓮陞高甲劇團獲得「高甲戲」項目保護單位資格。

## 延伸閱讀
- . national center for traditional arts. 2003-01-01  [2016-12-27]. ISBN 9789570147230. （原始内容存档于2016-12-27） （中文（臺灣））.
- .[永久]
- iris. . webcache.googleusercontent.com. （原始内容存档于2016-12-27）.
- 延伸閱讀—南管戲 （页面存档备份，存于）

## 外部連結
- 戲說高甲戲 （页面存档备份，存于）